# Nadežda Borisovna Czetwertyński-Światopełk
Principessa Nadežda Borisovna Czetwertyński-Światopełk, (in russo Надежда Борисовна Святополк-Четвертинская?) (20 ottobre 1812 – 23 febbraio 1909), è stata una nobildonna e filantropa polacca.

## Biografia
Era la figlia di Boris Antonovič Četvertinskij (1784-1865), e di sua moglie, la principessa Nadežda Fedorovna Gagarina (1792-1883), figlia del celebre principessa Praskov'ja Jur'evna Trubeckaja.
I suoi parenti erano vicini alla famiglia imperiale: la zia, Marija Antonovna Światopełk-Czetwertynski, era stato a lungo una delle amanti dell'imperatore Alessandro I, e l'altra, Jeanette Antonovna divenne quasi la moglie morganatica del granduca Konstantin Pavlovič Romanov.
Ricevette una formazione privata eccellente e successivamente frequentava un corso universitario. In seguito divenne damigella d'onore dell'imperatrice Alessandra Feodorovna.

## Matrimonio
Sposò, il 18 febbraio 1834, il principe Aleksej Ivanovič Trubeckoj, figlio del principe Ivan Nikolaevič Trubeckoj. Ebbero tre figli:
- Aleksej Alekseevič (1847-7 aprile 1914), sposò Natal'ja Vsevoložskaja;
- Natal'ja Alekseevna (?-1918), sposò Nikolaj Ivanovič Šakhovskij;
- Nadežda Alekseevna.

Nel 1855 dedicò tutte le sue energie alle opere caritative. Nel 1869 venne creato il Comitato delle nobildonne di Mosca della cura della società russa per i soldati feriti e malati, che più tardi venne rinominata in Croce Rossa russa.
Nel 1877, con l'inizio della guerra russo-turca, seguì un corso di infermiera e, all'età di 65 anni, andò al fronte.

## Morte
Morì il 23 febbraio 1909.